# 劉家模
劉家模（?—?），河南省羅山縣人，清朝政治人物、同進士出身。
光緒九年（1883年），登進士，官吏部主事。升吏部員外郎、廣西道監察御史。光绪二十六年九月初十（1900年11月1日），调任廣西學政。光绪二十七年十二月初二（1902年1月11日），因贪劣昭著而革职。